# Isabella van Frankrijk (1312-1348)
Isabella van Frankrijk (circa 1312 - april 1348) was van 1323 tot 1333 dauphine van Viennois. Ze behoorde tot het huis Capet.

## Levensloop
Isabella was de dochter van koning Filips V van Frankrijk uit diens huwelijk met gravin Johanna II van Bourgondië.
In 1314 werden haar moeder en haar tantes Blanca en Margaretha van Bourgondië ervan beticht overspel te hebben gepleegd en losbandig gedrag te hebben vertoond. Johanna werd een tijdlang opgesloten in het kasteel van Dourdan, maar kreeg in 1315 eerherstel nadat haar echtgenoot beslist had om niet van haar te scheiden.
In 1316 werd haar vader koning van Frankrijk. Hetzelfde jaar werd Isabella's huwelijk met dauphin Guigo VIII van Viennois (1309-1333) gearrangeerd. In 1322 stierf haar vader, hetgeen haar familie zwaar trof. Isabella was nog in diepe rouw toen ze in 1323 op haar elfde in het huwelijk trad met Guigo. Het huwelijk bleef kinderloos.
Guigo VIII sneuvelde in 1333 terwijl hij het kasteel van Perrière in Savoye belegerde, waarna zijn broer Humbert II de nieuwe dauphin van Viennois werd. In 1335 trouwde Isabella met haar tweede echtgenoot, heer Jan III van Faucogney. Ook zij hadden geen nakomelingen. In 1345 werd ze na de dood van Jan voor de tweede keer weduwe. Isabella zelf stierf in april 1348 aan de pest.